# 瓦利 (默兹省)
瓦利（法語：Waly）是法国默兹省的一个市镇，位于该省西部偏北，属于巴勒迪克区。该市镇总面积6.2平方公里，2009年时的人口为57人。

## 交通
默兹省省道D20线、D40线和D165线在境内交汇。

## 人口
瓦利人口变化图示